# هلوشیتسه
هلوشیتسه (به چکی: Hlušice) یک منطقهٔ مسکونی در جمهوری چک است که در ناحیه هرادتس کرالووه واقع شده‌است. هلوشیتسه ۷۳۰ نفر جمعیت دارد.